# 上田幸司
上田 幸司（うえだ こうじ）は日本の防衛官僚、内閣総理大臣秘書官。小野寺五典防衛大臣秘書官などを歴任。

## 来歴
大阪府出身。北野高等学校卒業後、東京大学文学部卒業、1993年、旧防衛庁に入庁。
1993年 - 防衛庁入庁
2016年 - 防衛省整備計画局施設計画課長
2017年 - 小野寺防衛大臣秘書官事務取扱
2018年 - 大臣官房参事官
2019年 - 防衛政策局日米防衛協力課長
2020年 - 防衛政策局防衛政策課長
2021年 - 大臣官房サイバーセキュリティ・情報化審議官（併）大臣官房付（併）防衛監察本部付（併）防衛装備庁へ出向
2023年 - 内閣官房内閣審議官（内閣総務官室）同日付内閣総理大臣秘書官
2025年 - 統合幕僚監部総括官